# A mirror of the Cosmos
A mirror of the Cosmos (en español, Un espejo del cosmos) es un largometraje documental de ciencia ficción de 2023 dirigido por la cineasta belga-uruguaya-estadounidense Isabelle Carbonell. Recibió la mención especial (EELISA) del Another Way Film Festival en 2024.

## Sinopsis
Con una duración de 85 minutos, el filme representa, a través del género documental y la ciencia ficción, un futuro distópico en el que el Mar Menor, en la Región de Murcia, está cercano a la extinción. Se inicia con una conversación entre la luna y el mar sobre la violencia ambiental para a continuación poner en relieve los efectos extractivos y acumulativos del capitalismo sobre los ecosistemas. Así mismo, relaciona a los cangrejos azules invasores con los nitratos y los depósitos mineros en el Mar Menor.

## Reconocimientos
El documental se presentó en la décima edición del Another Way Film Festival de Madrid, que trata sobre desarrollo sostenible. En este certamen, recibió la Mención especial EELISA (European Engineering Learning Innovation and Science Alliance) que contaba con una dotación de 2.000 euros para su proyección en universidades de la propia alianza. También fue presentado en el festival Mucho Más Mayo 2023 de Cartagena y en el Dona i Cinema 2023 de Valencia.